# Horváth Szervác Sándor
Horváth Szervác Sándor (Budapest, 1998. március 5. –) magyar bábművész, mesemondó, szobrász, a Kámfor Zenés Bábszínház alapítója.

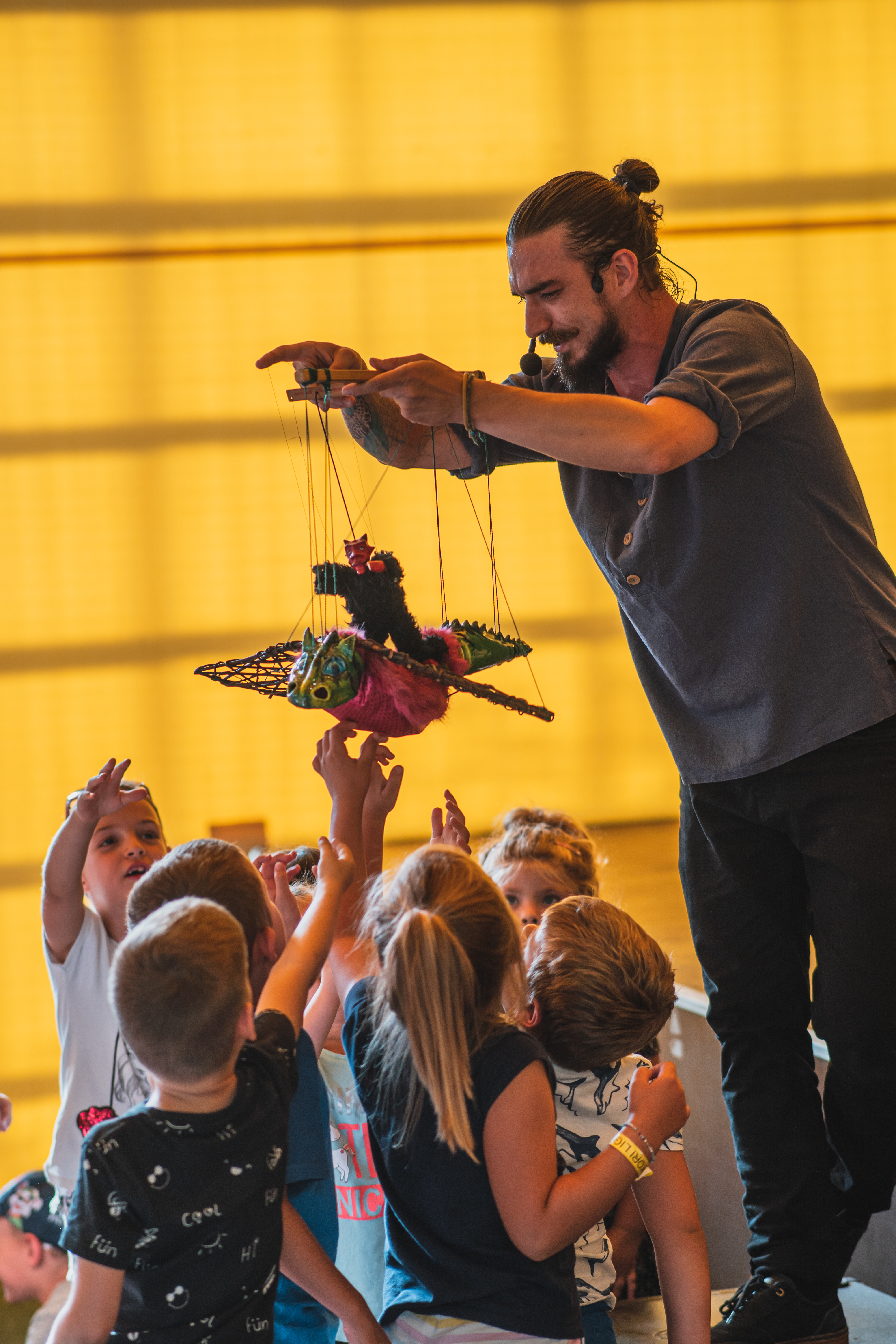
2022 Székesfehérvár

## Életpályája
Horváth Szervác Sándor Budapesten született, de gyermekkorát Szendehelyen töltötte. Már fiatalon megismerkedett a művészetekkel: tanulmányait a Váci Waldorf Művészeti Általános Iskolában kezdte, ahol először találkozott a bábművészettel. Gyermekkorában családja hatására a zene és a kézművesség világa is inspirálta: édesapja zenész, édesanyja pedig keramikusként dolgozott.
Később a III. Béla Művészeti Szakgimnáziumban díszítőfestőként tanult, majd a Hang-Szín-Tér Művészeti Szakgimnáziumban szobrász szakon folytatta tanulmányait. Az érettségi után címfestő OKJ képesítést szerzett, de igazi hivatásának a mesélést és az alkotást tekinti.
Sikertelen egyetemi felvételi után utazni kezdett: bejárta Srí Lankát, Indonéziát és Indiát, ahol különböző kultúrák hatásait ismerhette meg. Utazásai során szerzett tapasztalatai inspirálták a Kámfor Zenés Bábszínház megalapítására.

## Kámfor Zenés Bábszínház
A Kámfor Zenés Bábszínház egy egyedülálló bábművészeti kezdeményezés, amely az élő zene és a bábjáték ötvözésével hoz létre interaktív előadásokat. Az előadások során a hagyományos magyar népmesék és a különböző kultúrákból merített történetek elevenednek meg.
A bábszínház előadásaiban marionett- és vegyes bábtechnikákat alkalmaznak, miközben a kézműves kidolgozású bábok és díszletek kulcsszerepet kapnak. A zenei kíséretet tapasztalt zenészek biztosítják, amely minden előadásban egyedi atmoszférát teremt.
Az együttes hazai és nemzetközi fesztiválokon is fellép, köztük Budapesten és vidéki kulturális eseményeken, valamint Indiában, az Ishara Nemzetközi Bábfesztiválon.

## Művészeti szemlélet
Horváth Szervác Sándor előadóművészetének középpontjában a mesék és az élményalapú interakció áll. Előadásai nemcsak szórakoztatni, hanem elgondolkodtatni is kívánnak, miközben a közönséget aktívan bevonja a játékba. Célja, hogy a fiatal generációknak megmutassa, hogy nemcsak a hagyományos utakon lehet elindulni, hanem a kreativitás is kulcs lehet az életben.